# Alpine (Texas)
Pour les articles homonymes, voir Alpine.
La ville d’Alpine (en anglais [ˈælpaɪn]) est le siège du comté de Brewster, dans l’État du Texas, aux États-Unis. Sa population, qui s’élevait à 5 905 habitants lors du recensement de 2010, est estimée à 5 982 habitants en 2019.

## Géographie
Alpine est située sur la route 90, à 42 km à l'est de Marfa et à 50 km à l'ouest de Marathon.

## Démographie
| Groupe            | Alpine | Texas | États-Unis |
| ----------------- | ------ | ----- | ---------- |
| Blancs            | 85,4   | 70,4  | 72,4       |
| Autres            | 7,9    | 10,6  | 6,4        |
| Métis             | 3,3    | 2,7   | 2,9        |
| Afro-Américains   | 1,4    | 11,9  | 12,6       |
| Amérindiens       | 1,2    | 0,7   | 0,9        |
| Asiatiques        | 0,9    | 3,8   | 4,8        |
| Total             | 100    | 100   | 100        |
|                   |        |       |            |
| Latino-Américains | 51,2   | 37,6  | 16,7       |

Selon l'American Community Survey, pour la période 2011-2015, 39,33 % de la population âgée de plus de 5 ans déclare parler l'anglais à la maison, 60,45 % déclare parler l'espagnol et 0,22 % une autre langue.
Le revenu par habitant était en moyenne de 25 294 dollars par an entre 2012 et 2016, légèrement inférieur à la moyenne du Texas (27 828 dollars) et à la moyenne nationale (29 829 dollars). Sur cette même période, 12,2 % des habitants d'Alpine vivaient sous le seuil de pauvreté (contre 15,6 % dans l'État et 12,7 % à l'échelle des États-Unis).

## Monuments historiques
- Museum of the Big Bend

## Sport
Le Kokernot Field, un stade de baseball, voit évoluer les Cowboys d'Alpine.

## Galerie

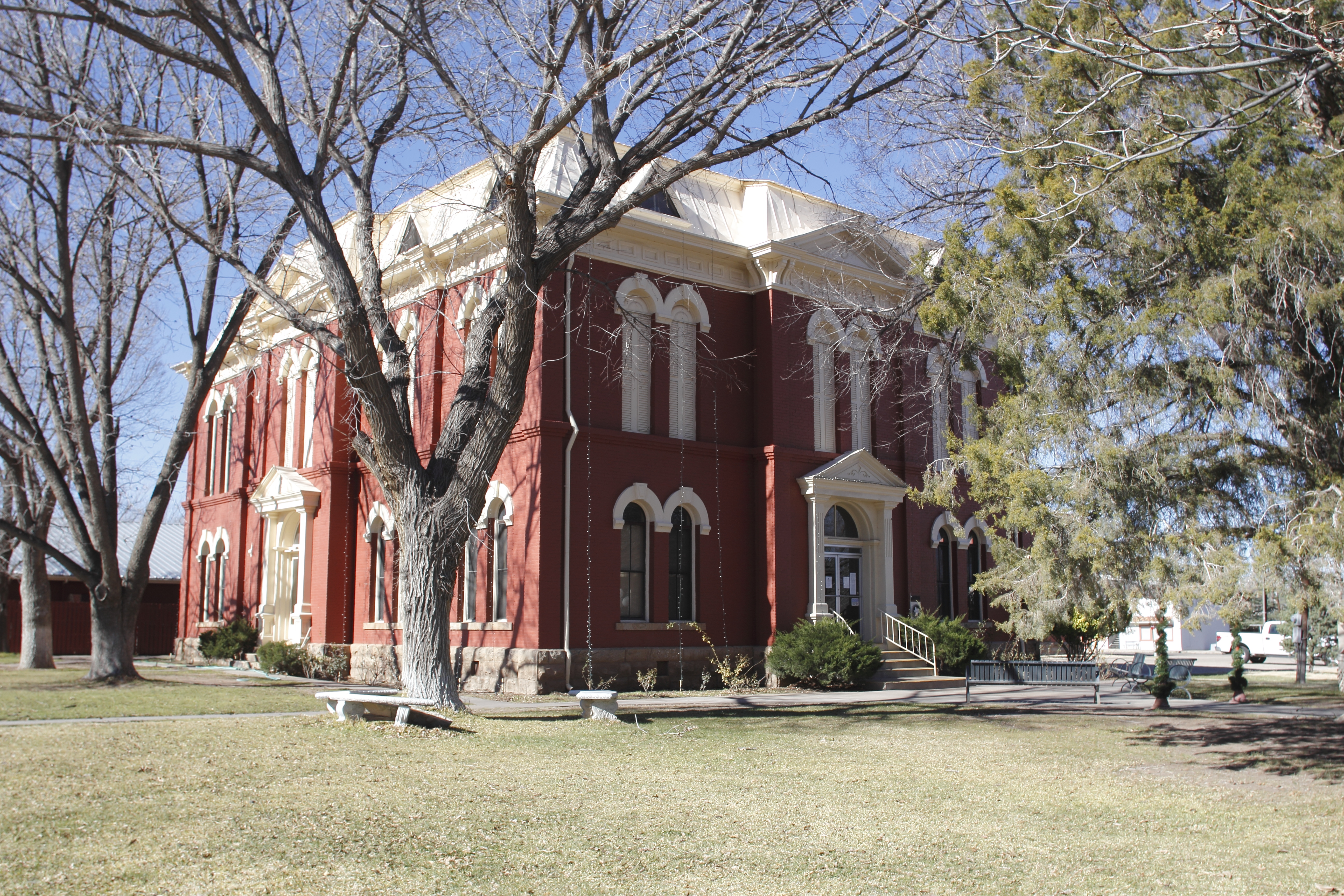
La cour de justice du comté